# 高度合成数
| 番目 | 高度合成数 | 約数の個数 |
| ---- | ---------- | ---------- |
| 1    | 1          | 1          |
| 2    | 2          | 2          |
| 3    | 4          | 3          |
| 4    | 6          | 4          |
| 5    | 12         | 6          |
| 6    | 24         | 8          |
| 7    | 36         | 9          |
| 8    | 48         | 10         |
| 9    | 60         | 12         |
| 10   | 120        | 16         |
| 11   | 180        | 18         |
| 12   | 240        | 20         |
| 13   | 360        | 24         |
| 14   | 720        | 30         |
| 15   | 840        | 32         |
| 16   | 1260       | 36         |
| 17   | 1680       | 40         |
| 18   | 2520       | 48         |
| 19   | 5040       | 60         |
| 20   | 7560       | 64         |
| 21   | 10080      | 72         |
| 22   | 15120      | 80         |
| 23   | 20160      | 84         |
| 24   | 25200      | 90         |
| 25   | 27720      | 96         |
| 26   | 45360      | 100        |
| 27   | 50400      | 108        |
| 28   | 55440      | 120        |
| 29   | 83160      | 128        |
| 30   | 110880     | 144        |

高度合成数（こうどごうせいすう、英: highly composite number）とは、自然数で、それ未満のどの自然数よりも約数の個数が多いものをいう。
1から順に高度合成数を表すと
1, 2, 4, 6, 12, 24, 36, 48, 60, 120, 180, 240, 360, 720, 840, 1260, 1680,…(オンライン整数列大辞典の数列 A002182)
例えば24は約数を（1, 2, 3, 4, 6, 8, 12, 24）と8個持ち、24未満で約数を8個以上持つ自然数は存在しないので、高度合成数である。なお1と2は合成数ではないが、高度合成数に含める。

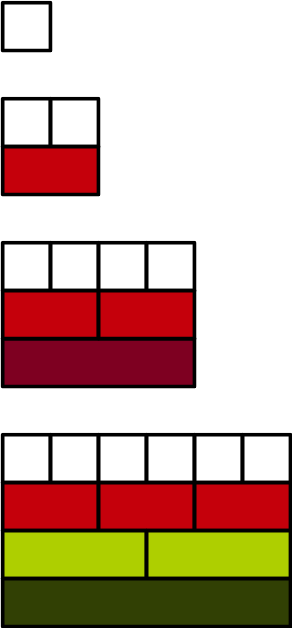
クイゼネールロッドを用いた最初の4つの高度合成数1, 2, 4, 6のデモンストレーション

## 素因数分解との関係
約数の個数は素因数分解で求まる。例えば 15120 = 24 × 33 × 5 × 7　であるから、約数の個数は (4+1) × (3+1) × (1+1) × (1+1) = 80 個である。

## 概要
高度合成数の概念は、インドの数学者シュリニヴァーサ・ラマヌジャンにより考案された。
明らかに高度合成数は無限に存在する。というのも、正整数の正の約数の個数はいくらでも大きくなりうるためである。
高度合成数は
{\displaystyle 2^{a_{2}}3^{a_{3}}5^{a_{5}}\cdots p(b)^{a_{p(b)}}}
という形で素因数分解され、
{\displaystyle a_{2}\geq a_{3}\geq \cdots \geq a_{p(b)}}
を満たす数である (p(b)は 2 から数えてb番目の素数)。
また素因数には 2 から p(b) までの全ての素数を含む。
なお 4 と 36 以外の高度合成数では ap= 1 である。
したがって高度合成数のうち平方数は 4 と 36 のみであり、それ以外の累乗数は高度合成数にはなりえない。
高度合成数は、伝統的な度量衡の体系にしばしば現れ（例：時間の24や 60、角度の360、ダースの 12 など）、また工学的な設計によく使われる。
これは除算を含む計算が簡単に行える利点による。
Q(x) で x 以下の高度合成数の個数を表すと、1 より大きな定数 a, b が存在して
(loge x)a ≤ Q(x) ≤ (loge x)b
が成り立つ。